# 시시도역
시시도역(일본어: 宍戸駅)은 일본 이바라키현 가사마시에 위치한 동일본 여객철도 미토선의 철도역이다. 단선 승강장 1면 1선의 구조를 갖춘 지상역이다.

## 이용 현황
| 승차 인원 추이 | 승차 인원 추이 |
| 연도           | 1일 평균       |
| -------------- | -------------- |
| 2000           | 686            |
| 2001           | 643            |
| 2002           | 621            |
| 2003           | 599            |
| 2004           | 582            |
| 2005           | 585            |
| 2006           | 567            |
| 2007           | 529            |
| 2008           | 522            |
| 2009           | 513            |
| 2010           | 501            |
| 2011           | 458            |
| 2012           | 443            |
| 2013           | 454            |
| 2014           | 411            |
| 2015           | 412            |

## 역 주변
- 기타칸토 자동차도 도모베 나들목
- 국도 제355호선
- 기타야마 공원

## 역사
- 1889년
  - 1월 16일 : 오마치역으로서 개업.
  - 5월 25일 : 시시도역으로 개칭.
- 1892년 3월 1일 : 양도에 의해 일본철도에 이관.
- 1906년 10월 31일 : 국유화.
- 1909년 10월 12일 : 선로 명칭 제정에 의해, 미토선의 역이 됨.
- 1961년경 : 화물 취급 폐지.
- 1987년 4월 1일 : 일본국유철도 분할 민영화에 의해, 동일본 여객철도가 승계.
- 2001년 11월 18일 : IC카드 Suica 사용 개시.
- 2009년 3월 14일 경 : 발차 멜로디 도입.

## 인접 역
| ■ 미토선           | ■ 미토선 | ■ 미토선         |
| ------------------ | -------- | ---------------- |
| 가사마 오야마 방면 | ■ 미토선 | 도모베 미토 방면 |